# Anisotremus davidsonii

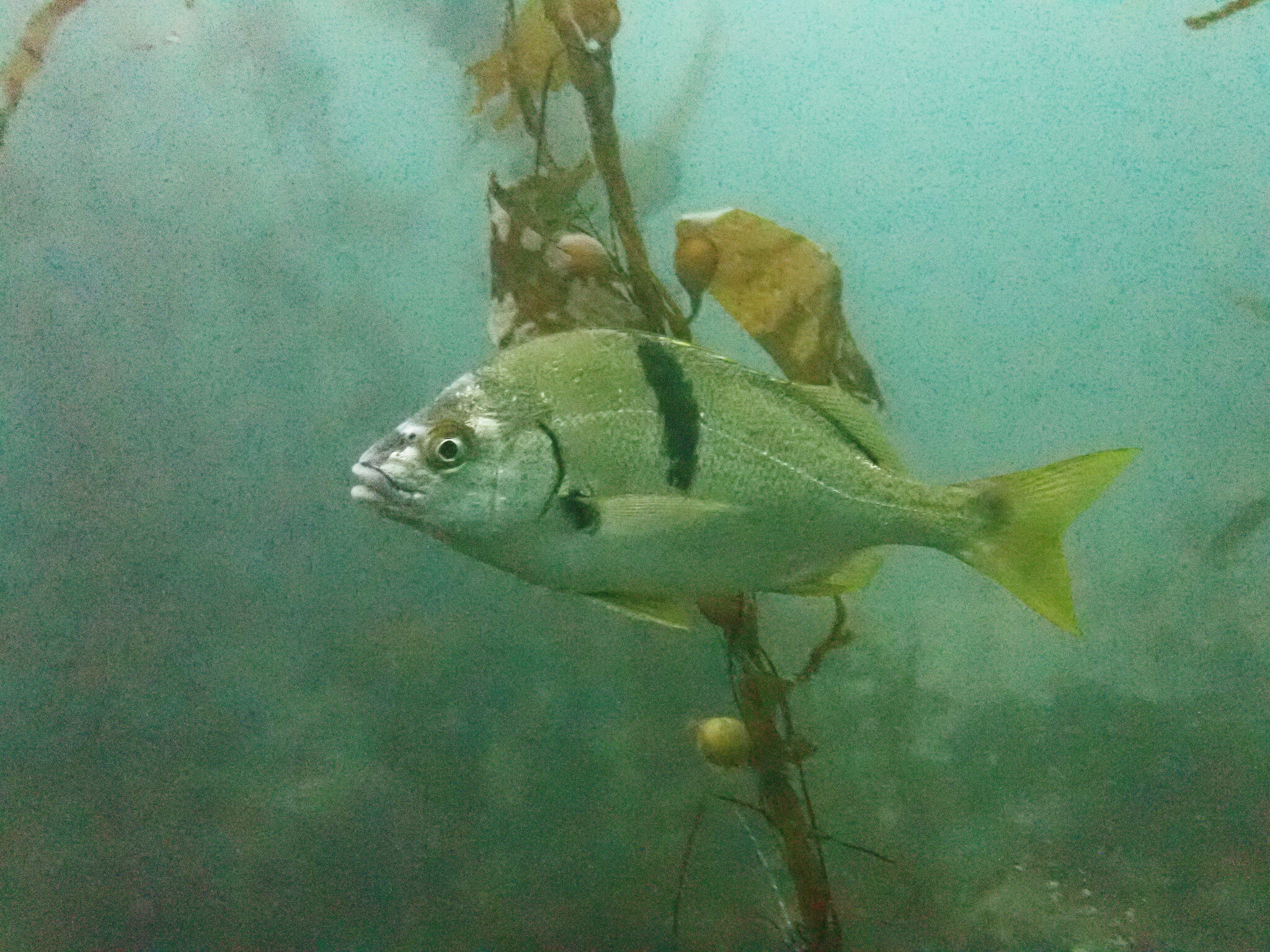
Fotografia d'un especimen de Anisotremus davidsonii.

Anisotremus davidsonii és una espècie de peix pertanyent a la família dels hemúlids.

## Descripció
- Pot arribar a fer 58 cm de llargària màxima.[6][7][8]

## Reproducció
És un reproductor pelàgic.

## Alimentació
Menja crustacis, mol·luscs i briozous.

## Hàbitat
És un peix marí, demersal i de clima subtropical (37°N-24°N) que viu fins als 40 m de fondària (normalment, fins als 8).

## Distribució geogràfica
Es troba al Pacífic oriental central: des de Santa Cruz (Califòrnia, els Estats Units) fins al sud de la Baixa Califòrnia (Mèxic). N'hi ha una població aïllada al golf de Califòrnia.

## Longevitat
La seua esperança de vida és de 15 anys.

## Ús comercial
Es comercialitza fresc.

## Observacions
És inofensiu per als humans.